# Rubano
Rubano (velenceiül Ruban) település Olaszországban, Veneto régióban, Padova megyében. Lakosainak száma 16 856 fő (2023. január 1.). Rubano Mestrino, Padova, Saccolongo, Selvazzano Dentro és Villafranca Padovana községekkel határos.

## Népesség
A település lakossága az elmúlt években az alábbi módon változott:
| Lakosok száma | 16 283 | 16 448 | 16 856 |
|               | 2017   | 2018   | 2023   |